# Tom Ropelewski
Tom Ropelewski est un scénariste, réalisateur et producteur américain.

## Filmographie

### Scénariste

#### Au cinéma
- 1988 : The Kiss de Pen Densham
- 1989 : Loverboy de Joan Micklin Silver
- 1990 : Madhouse de Tom Ropelewski
- 1993 : Allô maman, c'est Noël (Look Who's Talking Now) de Tom Ropelewski
- 2000 : Un couple presque parfait (The Next Best Thing) de John Schlesinger

#### À la télévision
- 1985 : Les deux font la paire (Scarecrow and Mrs. King), épisode « Pêche en eaux troubles (Over the Limit) » (10-3)
- 1986 : Simon et Simon (Simon & Simon), épisode « The Last Harangue » (5-23)
- 1988 : Simon et Simon (Simon & Simon), épisode « Beauty and Deceased » (8-1)
- 2000 : Sept jours pour agir (Seven Days), épisode « Coup d'État (The Cuban Missile) » (2-16)
- 2001 : Sept jours pour agir (Seven Days), épisode « Le goût du pouvoir (Top Dog) » (3-9)

### Réalisateur
- 1990 : Madhouse
- 1993 : Allô maman, c'est Noël (Look Who's Talking Now)
- 2010 : Child of Giants

### Producteur
- 1989 : Loverboy de Joan Micklin Silver
- 1998 : Sept jours pour agir (Seven Days)
- 2010 : Child of Giants